# Sinal de Goodell
Em medicina, o sinal de Goodell é o amolecimento do colo do útero e da vagina, sendo geralmente um sinal indicador de gravidez.